# Estación Independencia (Tranvía del Este)
Independencia fue una estación tranviaria del Tranvía del Este de la red ferroviaria argentina, en el ramal que une las estaciones de Córdoba y ésta.

## Inauguración
Se inauguró el 14 de julio de 2007, junto a las otras estaciones, por el Secretario de Transporte de la Nación, Juan Pablo Schiavi, junto con Néstor Kirchner y Cristina Fernández de Kirchner, entre otros miembros del gabinete.

## Ubicación
Se ubicaba en la intersección de la Avenida Alicia Moreau de Justo y Encarnación Ezcurra. Se encuentra a metros de la Facultad de Ingeniería de la Universidad de Buenos Aires y la Universidad Católica Argentina.